# 2083 Smither
2083 Smither este un asteroid din centura principală, descoperit pe 29 noiembrie 1973 de Eleanor Helin.